# Siniša Srebrenović

Siniša Srebrenović (Bjelovar, 1981.), hrvatski je franjevac, trajni đakon, gvardijan Samostana Muke Isusove u Jeruzalemu, definitor Kustodije Svete Zemlje, čuvar Kristova groba u Jeruzalemu, misionar.
Rođen je u Bjelovaru 1981. godine u katoličkoj obitelji. Pohađao je IV. osnovnu školu u Bjelovaru. Redovito je išao na svetu misu u franjevačku crkvu sv. Antuna Padovanskog u Bjelovaru, gdje su ga prema svećeničkomu pozivu usmjerili franjevci  Svetislav Krnjak i Stanko Banić. Nakon osnovne škole bio je u franjevačkom sjemeništu i gimnaziji na Šalati u Zagrebu. Franjevački habit obukao je 4. rujna 1999. na Trsatu u Svetištu Gospe Trsatske. Prošao je novincijat i prve zavjete položio 26. kolovoza 2000. u Zagrebu na Kaptolu. Započeo je studij na Katoličkome bogoslovnom fakultetu u Zagrebu, ali ga je prekinuo i odlučio se na redovnički poziv, a da ne bude svećenik, nego trajni đakon i franjevački brat. 
Od 2010. godine djeluje u Svetoj Zemlji kao misionar. Tamo obnaša dužnosti gvardijana Samostana Muke Isusove u Getsemaniju u Jeruzalemu, definitora Kustodije Svete Zemlje i čuvara Kristova groba u Bazilici Svetoga groba u Jeruzalemu. Kao gvardijan Samostana Muke Isusove u Getsemaniju upravlja i Maslinskim vrtom, gdje se Isus znojio krvavim znojem na početku svoje muke. Maslinski vrt su 1681. od muslimana otkupili Hrvati iz Olova (BIH) Pavao, Antun i Jakov i darovali ga franjevcima na upravljanje. Ulje koje se dobije od maslina iz Maslinskog vrta koristi se za pomazanje novokrštenika, krizmanika, bolesnika i ruku novih svećenika.
Sudjelovao je u svečanome otkrivanju kipa hrvatskoga svetca sv. Nikole Tavelića u Jeruzalemu na Sionu, u okviru proslave pedesetgodišnjice njegove kanonizacije. Dobio je Povelju Republike Hrvatske, koju mu je uručila tadanja hrvatska predsjednica Kolinda Grabar-Kitarović prilikom njezinoga posjeta Jeruzalemu.